# Saison 25 des Simpson
Chronologie
Saison 24 Saison 26
La vingt-cinquième saison de la série télévisée d'animation Les Simpson est diffusée aux États-Unis du 29 septembre 2013 au 18 mai 2014 sur la Fox. Le show runner de cette saison est à nouveau Al Jean. La version française de la saison 25 a été diffusée en Belgique à partir du 31 août 2015 sur Club RTL, et en France sur W9 depuis le 24 février 2018.

## Épisodes
| № | #  | Titre                                                                                               | Réalisation       | Scénario                            | Première diffusion                | Code de prod. | Audience (en millions) |
| --- | -- | --------------------------------------------------------------------------------------------------- | ----------------- | ----------------------------------- | --------------------------------- | ------------- | ---------------------- |
| 531 | 1  | Homerland                                                                                           | Bob Anderson      | Stephanie Gillis                    | 29 septembre 2013 24 février 2018 | RABF20        | 6.37                   |
| Homer se rend à une convention annuelle à Boise en Idaho avec Carl et Lenny. Tout se passe bien, mais lorsque Homer rentre avec énormément de retard et de nouvelles manières, très inhabituelles pour lui, tout se corse ! Marge croit au changement radical d'Homer mais Lisa croit qu'il est devenu un terroriste et se sent obligée de le dénoncer au FBI... |    | |                   |                                     |                                   |               |                        |
| 532 | 2  | Simpson Horror Show XXIV (Spécial Halloween XXIV) Treehouse of Horror XXIV                          | Rob Oliver        | Jeff Westbrook                      | 6 octobre 2013 3 mars 2018        | RABF16        | 6.42                   |
| - Oh, les endroits qu'on va t'oh ! : C'est le soir d'Halloween. Bart, Lisa et Maggie ont les oreillons, ce qui leur interdit de manger des bonbons. Marge part à une soirée déguisée et laisse les enfants seuls à la maison. - La tête sur les épaules : Bart et Milhouse jouent dans un aéroport avec un cerf-volant dans les airs pour apeurer les pilotes. Milhouse s'en va et Bart reste pour y passer la nuit. - Un vrai monstre : Dans les années 1930, le cirque 'Burnsum and Bailey' attire beaucoup de monde. Mais dans ce cirque, il n'y a pas des animaux mais des humains ! Il y a Strongman, Marguerite la trapéziste, les 'bêtes curieuses, de drôles d'humains, Moe, la créature la plus hideuse du monde, les extraterrestres, Kang et Kodos, l'homme singe, la créature 'déjà mentionnée', qui n'est autre que Selma et Bart collés ! Strongman veut éloigner celle qui l'aime, Marguerite, des autres personnes du cirque qu'il appelle 'monstres'. |    | |                   |                                     |                                   |               |                        |
| 533 | 3  | Quatre regrets et un enterrement Four Regrettings and a Funeral                                     | Mark Kirkland     | Marc Wilmore                        | 3 novembre 2013 3 mars 2018       | RABF18        | 5.43                   |
| Un habitant de Springfield est mort. Homer, Marge, M. Burns et Kent Brockman se rappellent d'événements de leur vie qu'ils auraient aimé changer. Homer aurait voulu ne pas avoir vendu ses actions Apple pour une boule de bowling, Marge craint être la raison du mauvais comportement de Bart, M. Burns se souvient d'une Parisienne avec qui il aurait pu avoir une aventure et Kent Brockman regrette de ne pas avoir quitté Springfield pour être présentateur sur Fox News... |    | |                   |                                     |                                   |               |                        |
| 534 | 4  | On ne vit qu'une fois (Homme de peu de fois) Yolo                                                   | Michael Polcino   | Michael Nobori                      | 10 novembre 2013 3 mars 2018      | RABF22        | 4.2                    |
| Homer reçoit Eduardo, son correspondant espagnol, qui va l'aider à accomplir ce qu'il désirait faire quand il avait dix ans. Et à côté de ces événements, Lisa introduit un nouveau code d'honneur scolaire... |    | |                   |                                     |                                   |               |                        |
| 535 | 5  | L'Instinct paternel (Poupons, poupounes et pompons) Labor Pains                                     | Matthew Faughnan  | Don Payne et Mitchell Glazer        | 17 novembre 2013 10 mars 2018     | RABF19        | 4.08                   |
| Homer est forcé de remettre en avant ses talents d'accoucheur pour aider une femme à mettre son enfant au monde dans un ascenseur. Lorsque l'enfant naît, sa mère le nomme Homer Jr et Homer commence à négliger sa propre famille au profit du nouveau-né. Pendant ce temps, Lisa est recrutée pour devenir une pom-pom girl. |    | |                   |                                     |                                   |               |                        |
| 536 | 6  | Belle Lisa ou Isabelle (Élection douloureuse) The Kid is All Right                                  | Mark Kirkland     | Tim Long                            | 24 novembre 2013 10 mars 2018     | SABF02        | 6.78                   |
| Lisa se lie d'amitié avec une fille, Isabelle Gutierrez, qui lui ressemble sur le plan personnel, mais n'a qu'une différence avec elle : Isabelle est républicaine. Alors que toutes deux se présentent à l'élection de chef de classe, le parti Républicain de Springfield semble décidé à aider Isabelle par tous les moyens... |    | |                   |                                     |                                   |               |                        |
| 537 | 7  | Bart se fait avoir (Vain Skinner sous les mers) Yellow Subterfuge                                   | Bob Anderson      | Joel H. Cohen                       | 8 décembre 2013 10 mars 2018      | SABF04        | 6.85                   |
| Le Principal Skinner annonce que les élèves les plus sages vont pouvoir monter dans un sous-marin nucléaire d'attaque. Bart va faire en sorte de ne pas se faire rayer de la liste en se comportant le plus sagement possible. Pendant ce temps, Lisa aide Krusty, qui est ruiné, en le conseillant de vendre les droits de son émission à l'international... |    | |                   |                                     |                                   |               |                        |
| 538 | 8  | Noël blanc (Le Blues du Noël blanc) White Christmas Blues                                           | Steven Dean Moore | Don Payne                           | 15 décembre 2013 17 mars 2018     | SABF01        | 8.48                   |
| Épisode de Noël. La ville de Springfield est recouverte de neige, causée par la forte pollution. De nombreux touristes débarquent et les commerçants en profitent pour monter les prix. Marge, quant à elle, ouvre les portes de sa maison pour accueillir les nouveaux arrivants afin de payer leur propre Noël... |    | |                   |                                     |                                   |               |                        |
| 539 | 9  | Piratez cet épisode Steal This Episode                                                              | Matthew Nastuk    | J. Stewart Burns                    | 5 janvier 2014 17 mars 2018       | SABF05        | 12.04                  |
| Après avoir été banni des salles de cinéma de Springfield, Homer apprend, grâce à Bart, à télécharger des films illégalement ce qui le mène à créer un cinéma en plein air dans son jardin. Mais Marge se sent coupable de regarder gratuitement des films téléchargés et c'est en essayant de se racheter auprès des studios de cinéma qu'elle prévient accidentellement le FBI des méfaits de son mari. Les Simpson n'ont pas d'autre choix que de fuir pour échapper à la justice... |    | |                   |                                     |                                   |               |                        |
| 540 | 10 | Le Mariage du blob (Le Taon, la Brute et le Croulant) Married to the Blob                           | Chris Clements    | Tim Long                            | 12 janvier 2014 17 mars 2018      | SABF03        | 4.83                   |
| Le Vendeur de BD se rend compte que sa boutique et ses comics n'ont aucun intérêt s'il n'a personne avec qui les partager. Il rencontre alors Kumiko, une auteure japonaise de mangas autobiographiques dont il tombe amoureux. Avec l'aide d'Homer, il essaiera de prouver au père de sa nouvelle compagne que lui et sa boutique sont dignes de Kumiko... |    | |                   |                                     |                                   |               |                        |
| 541 | 11 | Vu à la télé (Tigre et gnochon) Specs and the City                                                  | Lance Kramer      | Brian Kelley                        | 26 janvier 2014 24 mars 2018      | SABF06        | 3.87                   |
| Homer découvre que Marge consulte en secret un conseiller conjugal. Du côté de la centrale nucléaire, M. Burns a offert à ses employés des lunettes hi-tech pour pouvoir les espionner... |    | |                   |                                     |                                   |               |                        |
| 542 | 12 | L'Homme qui en voulait trop (L'Homme qui plantait des gènes) The Man Who Grew Too Much              | Matthew Schofield | Jeff Westbrook                      | 9 mars 2014 24 mars 2018          | SABF07        | 3.75                   |
| Lors d'un voyage de recherches, Lisa est choquée de découvrir que Tahiti Bob est maintenant le responsable scientifique d'une grande entreprise de génie chimique. Ses craintes se dissipent lorsqu'elle tombe sous le charme de Tahiti Bob et de son amour pour la culture. Pendant ce temps, Marge tente d'enseigner à des adolescents les pratiques saines de la sexualité. Malheureusement pour elle, ses enseignements ne semblent pas rencontrer un franc succès... |    | |                   |                                     |                                   |               |                        |
| 543 | 13 | Diggs (Mon ami Diggs)                                                                               | Michael Polcino   | Dan Greaney et Allen Glazier        | 9 mars 2014 24 mars 2018          | SABF08        | 2.69                   |
| Un nouvel élève du nom de Diggs sauve Bart d'une confrontation avec les tyrans de l'école élémentaire de Springfield. Diggs a pour vocation de devenir un champion en matière de fauconnerie et veut aller plus loin en partant lui-même à la conquête du ciel... |    | |                   |                                     |                                   |               |                        |
| 544 | 14 | Un hiver de rêve (L'Âge de raison) The Winter of His Content                                        | Chuck Sheetz      | Kevin Curran                        | 16 mars 2014 31 mars 2018         | SABF09        | 4.02                   |
| Les Simpson accueillent dans leur maison Abraham, Jasper et le vieux fou juif après la fermeture de la maison de retraite. Tout se passe bien jusqu'à ce que Marge se rende compte qu'Homer se comporte de plus en plus comme un octogénaire. De son côté, Bart devient ami avec Nelson. Il est invité à rejoindre la bande des tyrans de l'école... |    | |                   |                                     |                                   |               |                        |
| 545 | 15 | La Guerre de l'art (Lard de la guerre) The War of Art                                               | Steven Dean Moore | Rob LaZebnik                        | 23 mars 2014 31 mars 2018         | SABF10        | 3.98                   |
| Après que le nouveau cochon d'Inde de Lisa détruit le tableau du salon, Marge tombe amoureuse d'une toile trouvée au vide-grenier des Van Houten qu'Homer réussit à avoir pour 20 dollars. Cependant, quand Lisa découvre que la toile est l'œuvre d'un célèbre peintre du début du XXe siècle valant plus de 100 000 dollars, Marge et Homer se retrouvent face à un dilemme : partager l'argent avec les Van Houten ou tout garder pour eux... |    | |                   |                                     |                                   |               |                        |
| 546 | 16 | Joue pas les arbitres (Mon père, ce héros au sifflet si doux) You Don't Have to Live Like a Referee | Mark Kirkland     | Michael Price                       | 30 mars 2014 31 mars 2018         | SABF11        | 3.91                   |
| Homer est recruté par la FIFA pour être arbitre lors de la Coupe du monde 2014. La famille Simpson se rend au Brésil où l'honnêteté d'Homer est mise à rude épreuve par l'un des plus sournois gangsters sud-américains spécialiste de la corruption dans les matchs de football... |    | |                   |                                     |                                   |               |                        |
| 547 | 17 | Luca$                                                                                               | Chris Clements    | Carolyn Omine                       | 6 avril 2014 7 avril 2018         | SABF12        | 4.3                    |
| Marge se préoccupe que Lisa sorte avec un garçon moins bien qu’elle lorsque celle-ci présente à la famille Lucas Bortner, un jeune garçon qui s’entraine à devenir un professionnel des concours du plus gros mangeur. Elle demande alors à Homer d’aider Lisa à explorer d’autres options. Pendant ce temps, Bart reçoit des cadeaux du Serpent après l’avoir aidé à s’échapper de prison. Mais lorsque Milhouse le renvoie en prison, Bart doit trouver un nouveau plan d’évasion... |    | |                   |                                     |                                   |               |                        |
| 548 | 18 | Le Futur Avenir (Les Lendemains de l'avenir) Days of Future Future                                  | Bob Anderson      | J. Stewart Burns                    | 13 avril 2014 7 avril 2018        | SABF13        | 3.64                   |
| Suite de l'épisode "Le futur passé" qui se déroule 30 ans dans le futur. Jenda, divorcée de Bart, sera en couple avec un alien à l'aspect de crabe. Bart tentera de surmonter son divorce en employant une méthode empruntée au film Total Recall. Homer a un nouveau clone à chaque fois qu'il meurt et Lisa est mariée à une version zombie de Milhouse... |    | |                   |                                     |                                   |               |                        |
| 549 | 19 | Bart fait des bébés (Fertilisation in verrat) What to Expect When Bart's Expecting                  | Matthew Nastuk    | John Frink                          | 27 avril 2014 7 avril 2018        | SABF14        | 3.45                   |
| Bart n'aime pas ses courts d'arts. Il fabrique alors une poupée vaudou de son professeur mais au lieu de la tuer, il la fait tomber enceinte. Tous les couples de Springfield demandent alors l'aide de Bart pour qu'il les aide à avoir un bébé. Il se fera enlever par la mafia afin d'aider à mettre enceinte un cheval pur-sang... |    | |                   |                                     |                                   |               |                        |
| 550 | 20 | Embrique-moi (Une autre brique dans le mur) Brick Like Me                                           | Matthew Nastuk    | Brian Kelley                        | 4 mai 2014 2 juin 2018            | RABF21        | 4.39                   |
| Homer se réveille dans un Springfield où toute chose et toute personne a été transformée en Lego. Il doit trouver le moyen de sortir de ce monde de plastic pour éviter d'en rester prisonnier à jamais... |    | |                   |                                     |                                   |               |                        |
| 551 | 21 | La Fête de quartier / Pay Pal (Guerre et Paie) Pay Pal                                              | Michael Polcino   | David H. Steinberg                  | 11 mai 2014 2 juin 2018           | SABF15        | 3.66                   |
| Marge fait la promesse de ne plus devenir amie avec d'autres couples après que Homer a offensé leurs nouveaux voisins britanniques. Mais quand Lisa décide elle aussi qu'elle n'a plus besoin d'amis, Marge reconsidère la question... |    | |                   |                                     |                                   |               |                        |
| 552 | 22 | Le Prix de la lâcheté (L'Opéra d'un pissou) The Yellow Badge of Cowardge                            | Timothy Bailey    | Billy Kimball et Ian Maxtone-Graham | 18 mai 2014 14 avril 2018         | SABF18        | 3.28                   |
| Bart est rongé par la culpabilité quand il remporte la course annuelle célébrant le dernier jour d'école après avoir reçu un coup de main de Nelson qui a tabassé le meilleur coureur : Milhouse. Pendant ce temps, Homer tente de ramener le feu d'artifice du 4 juillet qui avait été annulé à cause de restrictions budgétaires... |    | |                   |                                     |                                   |               |                        |

## Célébrités invitées
- Stan Lee[24]
- Joe Namath, Gordon Ramsay, Aaron Sorkin[25]
- Elisabeth Moss[26]
- Will Arnett[27]
- Kristen Wiig[28]
- Eva Longoria[29]
- Daniel Radcliffe[30]
- Billy West, John DiMaggio, Katey Sagal, Phil LaMarr et Maurice LaMarche
- Zach Galifianakis
- Harlan Ellison